# Bill Craig
Bill Craig (Culver City, 16 de enero de 1945-Newport Beach, 1 de enero de 2017) fue un nadador estadounidense especializado en pruebas de estilo libre, donde consiguió ser campeón olímpico en 1964 en los 4 x 100 metros estilos.

## Carrera deportiva
En los Juegos Olímpicos de Tokio 1964 ganó la medalla de oro en los relevos de 4 x 100 metros estilos, con un tiempo 3:58.4 segundos, por delante de Alemania (plata) y Australia (bronce); sus compañeros de equipo fueron los nadadores: Thompson Mann, Fred Schmidt y Steve Clark.